# Garska Reka
Garska Reka (makedonska: Гарска Река) är ett vattendrag i Nordmakedonien.   Det rinner genom kommunen Debar, i den västra delen av landet, 80 kilometer sydväst om huvudstaden Skopje.